# Brindisi rosso
 (janvier 2024).
Si vous disposez d'ouvrages ou d'articles de référence ou si vous connaissez des sites web de qualité traitant du thème abordé ici, merci de compléter l'article en donnant les références utiles à sa vérifiabilité et en les liant à la section « Notes et références ».
Le brindisi rosso est un vin rouge à dénomination d'origine contrôlée produit dans la province de Brindisi, dans les Pouilles. Sa production est concentrée dans les communes de Brindisi et Mesagne.
Cépage autorisé : negroamaro de 70 % à 100 %.